# Rampage Knights
Rampage Knights je česká hra z roku 2015. stojí za ní studio Rake in Grass. V současnosti probíhá kampaň na Steam Greenlight a Indiegogo.

## Hratelnost
Rampage Knight se inspiruje u her Binding of Isaac a Golden Axe. Jedná se o 2D arkádu s důrazem na kooperativní multiplayer. Hráč v ní prochází náhodně generovaným dungeonem a bojuje s nepřáteli, přičemž se snaží dojít co nejdále. Soubojový systém je inspirovaný Golden Axe.